# Crimson Shell
Crimson Shell (クリムゾン·シェル, Kurimuzon-Sheru) est un shōnen manga écrit et dessiné par Jun Mochizuki. Il a été prépublié entre septembre 2005 et février 2006 dans le magazine Monthly GFantasy de l'éditeur Square Enix et compilé en un unique volume en 2006. La version française est publiée par Ki-oon en mars 2012.

## Synopsis
Sauvée des ténèbres par Xeno, un épéiste mystérieux, Claudia, la Sorcière des Roses est l'un des éléments principaux de la Crimson-Shell, une division spéciale de l'organisation la Rose Rouge, visant à capturer les expériences d'un scientifique fou : les Roses Noires.
Mais quand la loyauté de Xeno est remise en question, Claudia saura-t-elle être assez forte pour croire en son ami ?
Et quelle est la couleur de la fleur fleurissant dans le cœur de Xeno ?

## Personnages
Zion Liddle (シオン=リデル) 
Age : 18 ans (bien qu'il ne les fasse pas. )
Taille : 1m60
Cheveux et yeux : Cheveux blanc et plus long du côté droite pour des yeux couleurs améthyste
Statut : Membre des Black Rose
Zion est le plus jeune membre des Black Rose mais aussi le plus affecté par cette expérience. Il est le seul à pouvoir tuer Claudia en lui tirant une balle faite de son sang et peut aussi contrôler parfaitement la Black Rose en faisant venir des tiges de rose de partout. S'il a un contact direct avec le sang de son ennemi, il peut l'empoisonner et en faire devenir sa marionnette.

## Manga

### Fiche technique
- Édition japonaise :
  - Nombre de volumes sortis : 1
  - Date de première publication :
  - Prépublication :
- Édition française : 
  - Nombre de volumes sortis : 1
  - Date de première publication : 
  - Format :